# Micuru Maruoka
Micuru Maruoka (japonsky: 丸岡 満, * 6. ledna 1996, Tokušima) je japonský fotbalový záložník, který momentálně působí v japonském klubu Cerezo Ósaka.